# Jaqueline Mesquita
Jaqueline Godoy Mesquita (Boa Vista, 20 de setembro de 1985) é uma matemática brasileira, especializada em equações diferenciais e equações diferenciais funcionais. É professora de matemática da Universidade de Brasília (UNB) e a atual presidente da Sociedade Brasileira de Matemática.

## Formação e carreira
Nasceu em 20 de setembro de 1985. Após graduar-se pela Universidade de Brasília em 2007, obteve um doutorado na Universidade de São Paulo (USP) em 2012, com a tese Measure functional differential equations and impulsive functional dynamic equations on time scales, orientada conjuntamente por Marcia Cristina Anderson Braz Federson e Antonín Slavík, baseada em parte no trabalho como estudante visitante na Academia de Ciências da República Tcheca.
Após pós-doutorado na Universidade de São Paulo e na Universidade de Santiago no Chile, tornou-se professora da Universidade de Brasília em 2015.

## Reconhecimento
A International Society of Differential Equations concedeu-lhe o Bernd Aulbach student prize em 2012.
Foi eleita membro afiliado da Academia Brasileira de Ciências em 2018. É também afiliada da TWAS (The World Academy of Sciences). Recebeu o Prêmio L'Oréal-UNESCO-ABC para Mulheres na Ciência.
No ano de 2021, foi eleita vice-presidente da Sociedade Brasileira de Matemática (SBM).
Em agosto de 2023, foi eleita a 20ª Presidente da SBM, tornando-se a terceira mulher a ocupar tal cargo (anteriormente ocupado por Keti Tenemblat e Suely Druck). Também foi a mais jovem a ocupar o cargo, com 39 anos, além de ser a primeira presidente nortista. 
Também em 2023, ganhou o prêmio internacional "Science, She Says" Award, do Ministério das relações Exteriores da Itália e o título de Cavaleira da Ordem da Estrela da Itália. 
Em 2024, recebeu o prêmio Alumni da USP e a "Mención Destacada" por se configurar como uma das jovens matemáticas da América Latina mais destacadas do ano, além de se tornar referência nacional na área da Análise Matemática. 